# 陸雲公
陸 雲公（りく うんこう、511年 - 547年）は、南朝梁の官僚・文人。字は子龍。本貫は呉郡呉県。

## 経歴
寧遠長史・琅邪彭城二郡丞の陸完（陸襄の兄）の子として生まれた。5歳で『論語』や『毛詩』を暗誦し、9歳で『漢書』を読んでほぼ記憶していたといわれる。陸倕と劉顕が10の質問をしたことがあったが、雲公は完璧な回答をしたので、劉顕はこれに感嘆した。成長すると、学問を好んで才知にすぐれた。揚州により秀才に挙げられ、武陵王蕭紀の下で宣恵行参軍をつとめた。湘東王蕭繹の麾下に転じて平西行参軍となった。
雲公は「太伯廟碑」を作ったことがあり、呉興郡太守の張纘が帰任途中にこれを読んで感心して、「今の蔡伯喈（蔡邕）なり」と評した。張纘が建康で官吏の推挙を担当すると、雲公のことを武帝に言上したため、雲公は召還されて尚書儀曹郎を兼ねた。ほどなく正式に尚書儀曹郎となり、寿光省に入って宿直し、本官のまま知著作郎事をつとめた。まもなく著作郎に任じられた。さらに著作を管掌したまま、中書郎と黄門郎を歴任した。
雲公は囲碁を得意とし、夜半に武帝のそばで碁を打ったことがあったが、このときろうそくの火が冠に当たっていたため、武帝は「燭が卿の貂を焼いているぞ」といって笑った。武帝は雲公を侍中に任用しようしていたため、この戯言のあったものである。武帝は天淵池に鯿魚舟を作り、休暇の日にこの舟を浮かべて遊んでいたが、朝廷からは劉之遴・到漑・朱异と雲公が同伴に与った。
太清元年（547年）、雲公は死去した。享年は37。文集が当時に通行した。

## 伝記資料
- 『梁書』巻50 列伝第44
- 『南史』巻48 列伝第38